# Panarthropoda
Panarthropoda (лат.) — таксон беспозвоночных из группы первичноротых (Protostomia), объединяющий членистоногих, тихоходок и онихофор, включая вымершую группу Xenusia.

## Строение
Исходный план строения Panarthropoda подчинён метамерной симметрии: тело организма включает несколько сходных элементов — сегментов — расположенных друг за другом вдоль оси тела. Одно из наиболее заметных проявлений сегментации — расположение парных конечностей, которые у всех Panarthropoda первоначально были оснащены твёрдыми коготками. Также метамерия характерна для расположения внутренних органов: приводящих в движение конечности мышц, органов выделения и элементов нервной системы. Морфология Panathropoda очень разнообразна, так что нередко установление гомологичных черт облика конкретного представителя с описанным выше планом строения оказывается затруднено.

## Таксономия
Традиционно обладающих лопастевидными конечностями онихофор, тихоходок и Xenusia объединяют в таксон Lobopoda, противопоставляя членистоногим, конечности которых имеют суставчатое строение. Вместе с тем к настоящему времени стали известны представители Xenusia, обладавшие чертами, считавшимися характерными лишь для членистоногих. Так, например, конечности кембрийских Diania cactiformis имели членистое строение и были покрыты жёстким экзоскелетом. Наличие таких «переходных форм» указывает на парафилетический статус Lobopoda.